# District de Xuanhua
Le district de Xuanhua (chinois simplifié : 宣化区 ; pinyin : xuānhuà qū) est une subdivision administrative de la province du Hebei en Chine. Il est placé sous la juridiction de la ville-préfecture de Zhangjiakou (à 30 km de centre à centre). S'étendant initialement seulement sur la partie urbaine de Xuanhua, il a absorbé en 2016 le xian de Xuanhua et donc les régions rurales et les petites villes qui l'entourent.

## Histoire

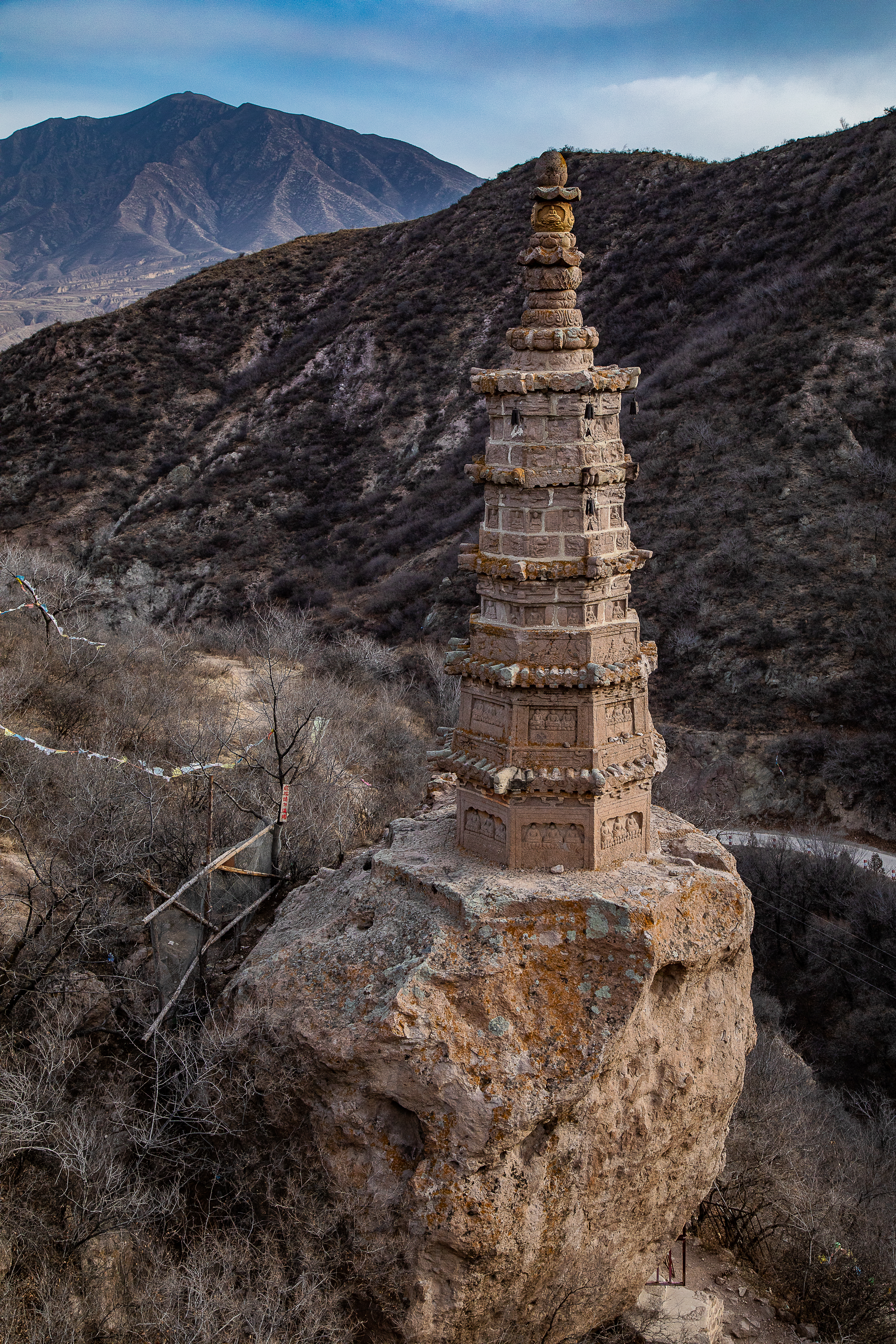
Bailinsi, le temple du bois de cyprès

Les ruines de la ville de Zaoyang, prospère à l'époque de l'État de Yan (-XIe siècle à -222) se trouvent dans le nord-est du district.
À la fin du XIVe siècle, Zhu Di, avant de devenir l'Empereur Yongle, a gouverné sa principauté de Yan depuis Xuanhua. Une de ses tâches principales était alors de protéger l'empire Ming du retour des Mongols.
Très proche de la grande muraille et porte d'entrée vers la capitale Pékin (à 170 km au sud-est), Xuanhua est restée longtemps une ville de garnison avec un grand nombre de soldats. Elle a conservée également ses remparts et les principales portes d'entrée de la ville.

## Géographie
Xuanhua se trouve à l'extrémité nord des Yanshan, une chaîne de montagnes peu élevée bordant la grande plaine de la Chine du Nord, dans la zone de transition vers le plateau de la Mongolie intérieure. Le district est arrosé par le Yanghe (zh) et est exposé à un climat continental semi-aride avec des hivers secs et froids et des pluies estivales. Le centre de la ville se trouve à 630 m d'altitude.

### Divisions administratives
Avec ses 2007 km² et ses 542 358 habitants, le district de Xuanhua regroupe 7 sous-districts (街道, jiedao), 7 bourgs (zhen) et 7 cantons (xiang)[réf. nécessaire].
Les sept sous-districts correspondent à la partie urbaine de la ville de Xuanhua. Il s'agit de Tianqinsi (天泰寺街道, 41 701 habitants), Huangcheng (皇城街道, 28 956 hab.), Nanguan (南关街道, 54 646 hab.), Nandajie (南大街街道, 40 536 hab.), Dabeijie (大北街街道, 38 434 hab.), Gongyejie (工业街街道, 28 159 hab.) et Jianguojie (建国街街道, 72 101 hab.), soit 304 533 habitants.
La région périphérique est répartie entre Pangjiabuzhen (庞家堡镇, 20 911 hab.), Yanghenanzhen (洋河南镇, 38 922 hab.), Shenjingzhen (深井镇, 21 649 hab.), Guocunzhen (崞村镇, 15 397 hab.), Jiajiayingzhen (贾家营镇, 20 447 hab.), Gujiayingzhen (顾家营镇, 14 931 hab.), Zhaochuanzhen (赵川镇, 30 219 hab.), Hezixixiang (河子西乡, 19 806 hab.), Chunguangxiang (春光乡, 11 752 hab.), Houjiamiaoxiang (侯家庙乡, 13 567 hab.), Wangjiawanxiang (王家湾乡, 3151 hab.), Tarcunxiang (塔儿村乡, 7048 hab.), Jiangjiatunxiang (江家屯乡, 23 484 hab.) et Lijiabuxiang (李家堡乡, 7716 hab.).

## Économie
La région de Xuanhua est depuis longtemps célèbre pour ses raisins. Elle s'est fortement industrialisée au cours des dernières décennies, s'appuyant sur ses ressources en charbon, fer, or et bentonite, et se développant dans la métallurgie ainsi que la production de machines, de produits chimiques et de papier.

## Sites particuliers
- La vieille ville de Xuanhua a conservé ses remparts du temps de la dynastie Ming, avec notamment le clocher Qingyuan (1482), la tour Zhenshuo (1440) et les portes Gongji et Daxin. Ces monuments historiques sont classés au niveau national depuis 1988 sous le numéro 3-64.

- Dans le village de Xiabali, des tombes datant de la fin de la dynastie Liao (960-1127) présentent des fresques murales dans un excellent état de conservation. L'une d'entre elles est décorée d'une carte du ciel en couleurs comportant 268 étoiles peintes, dont le Soleil, la Lune et cinq planètes - Mercure, Vénus, Mars, Jupiter et Saturne.

- Au sud-est de la ville, dans la plaine alluviale de Huangyangtan au bord du Yanghe (zh), la dégradation des terres avait conduit au développement d'un désert de sable et constituait l'une des sources de poussières de sable les plus proches de Pékin[3]. La zone a été réaménagée et reboisée au début du XXIe siècle[4]. Au cours de ce processus, la réserve naturelle provinciale de Huangyangtan a été fondée en 2011 sur un territoire de 110 km2 pour la protection des zones humides et des oiseaux. Les terres sablonneuses y sont notamment stabilisées par Polygonum sibiricum, Astragalus mongholicus, Caragana microphylla, Ephedra sinica et Ephedra equisetifolia[5].

Principaux monuments
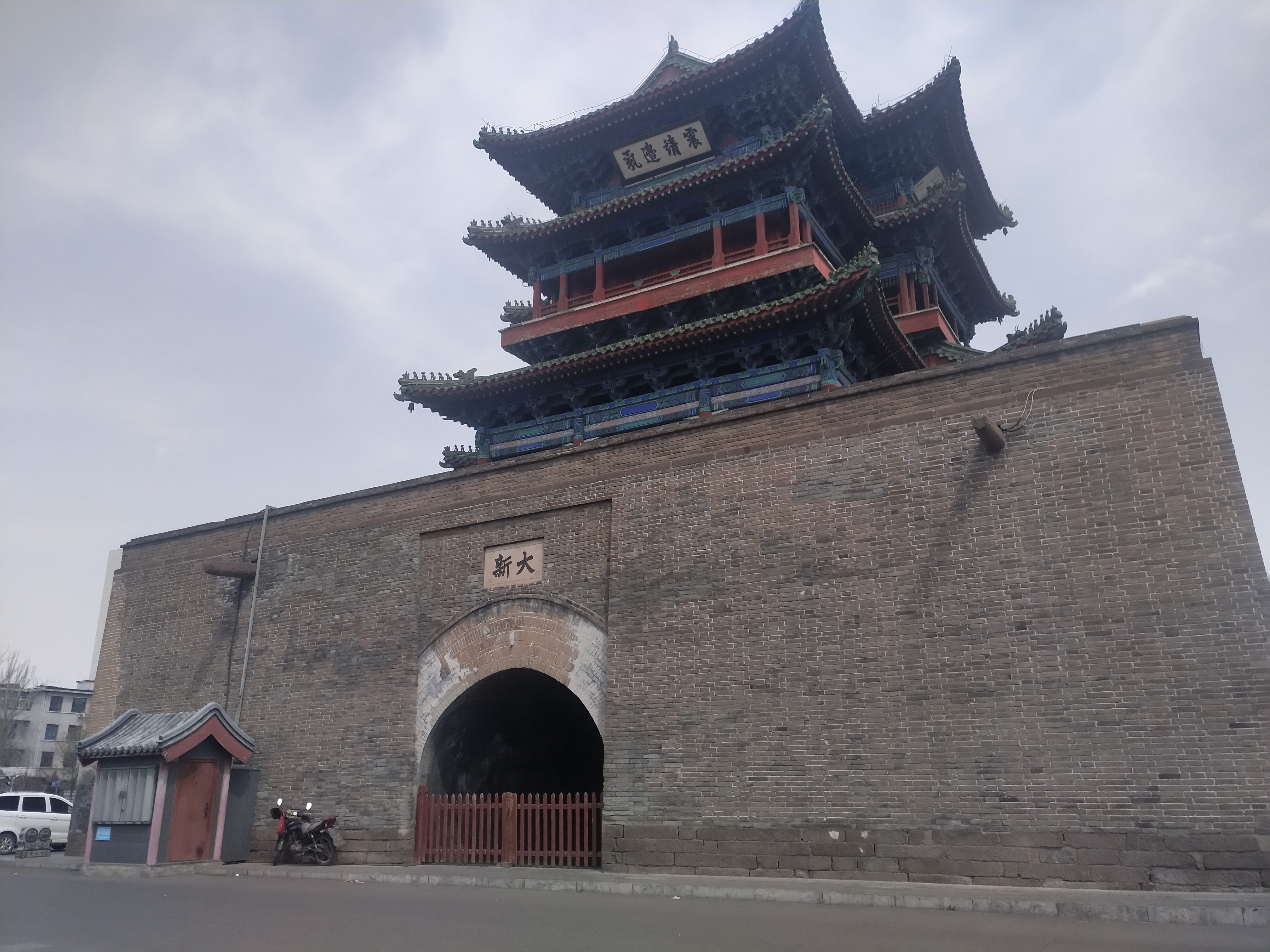
Le clocher Qingyuan
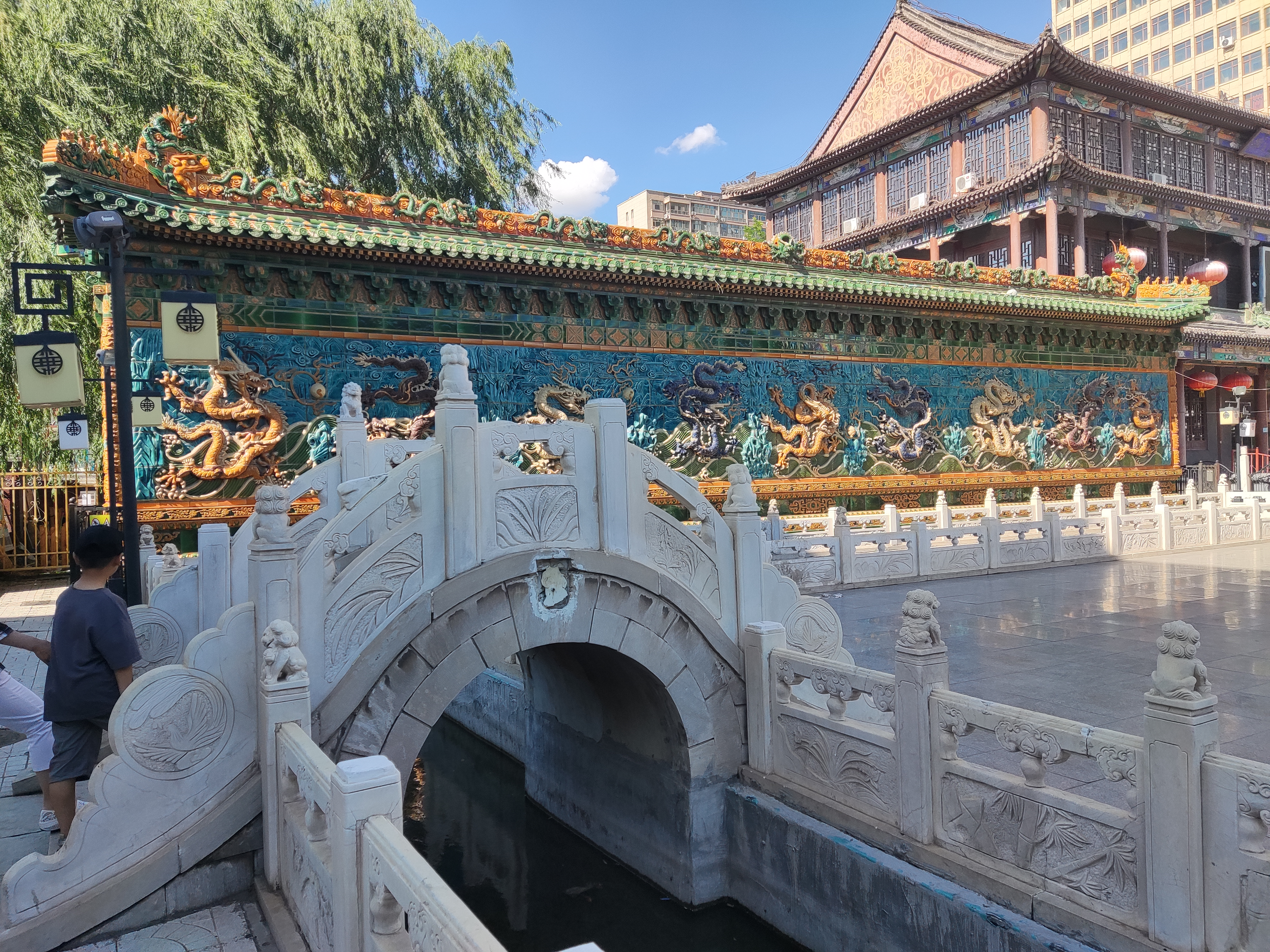
Le mur aux 9 dragons
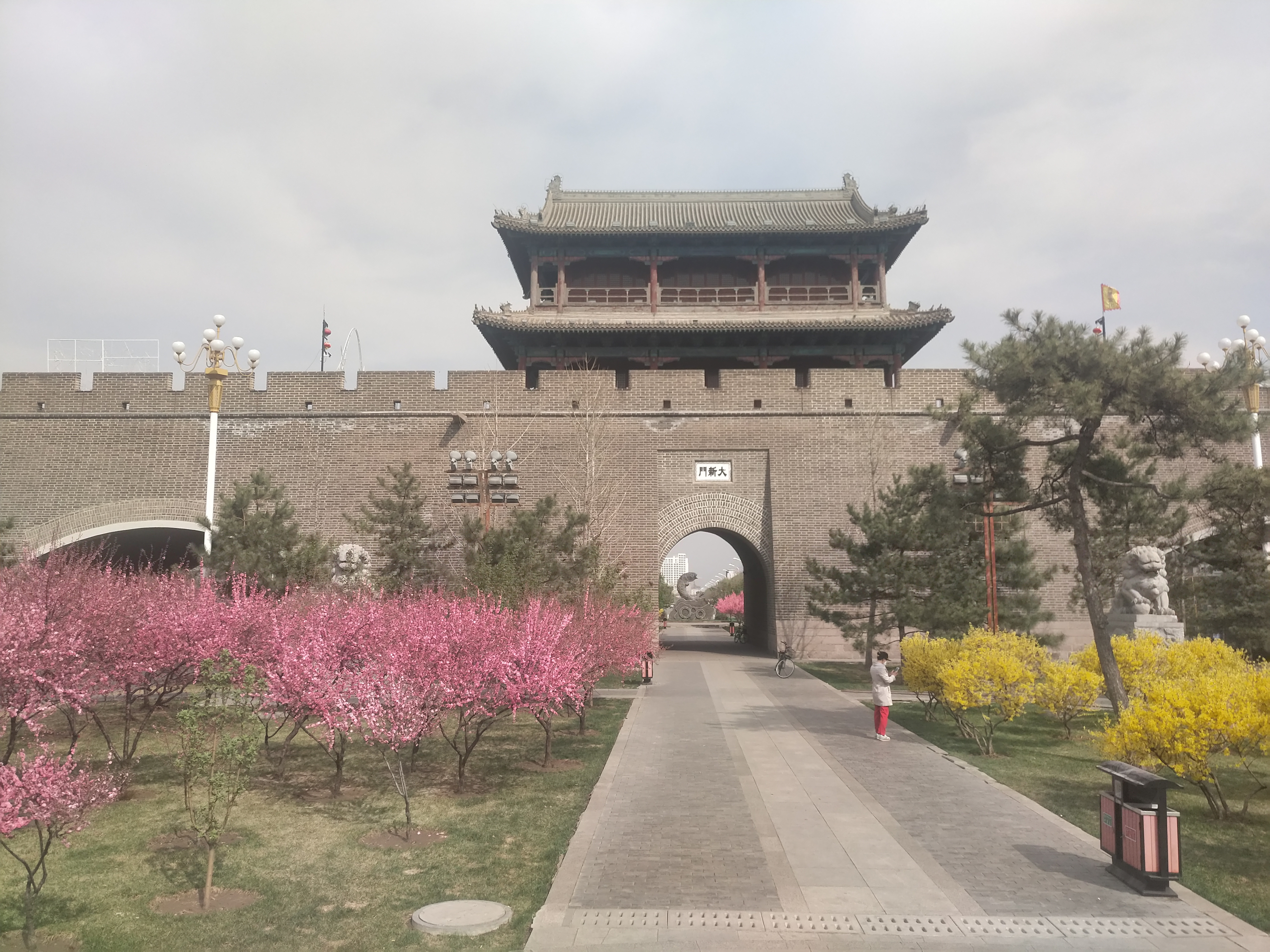
La porte Daxin
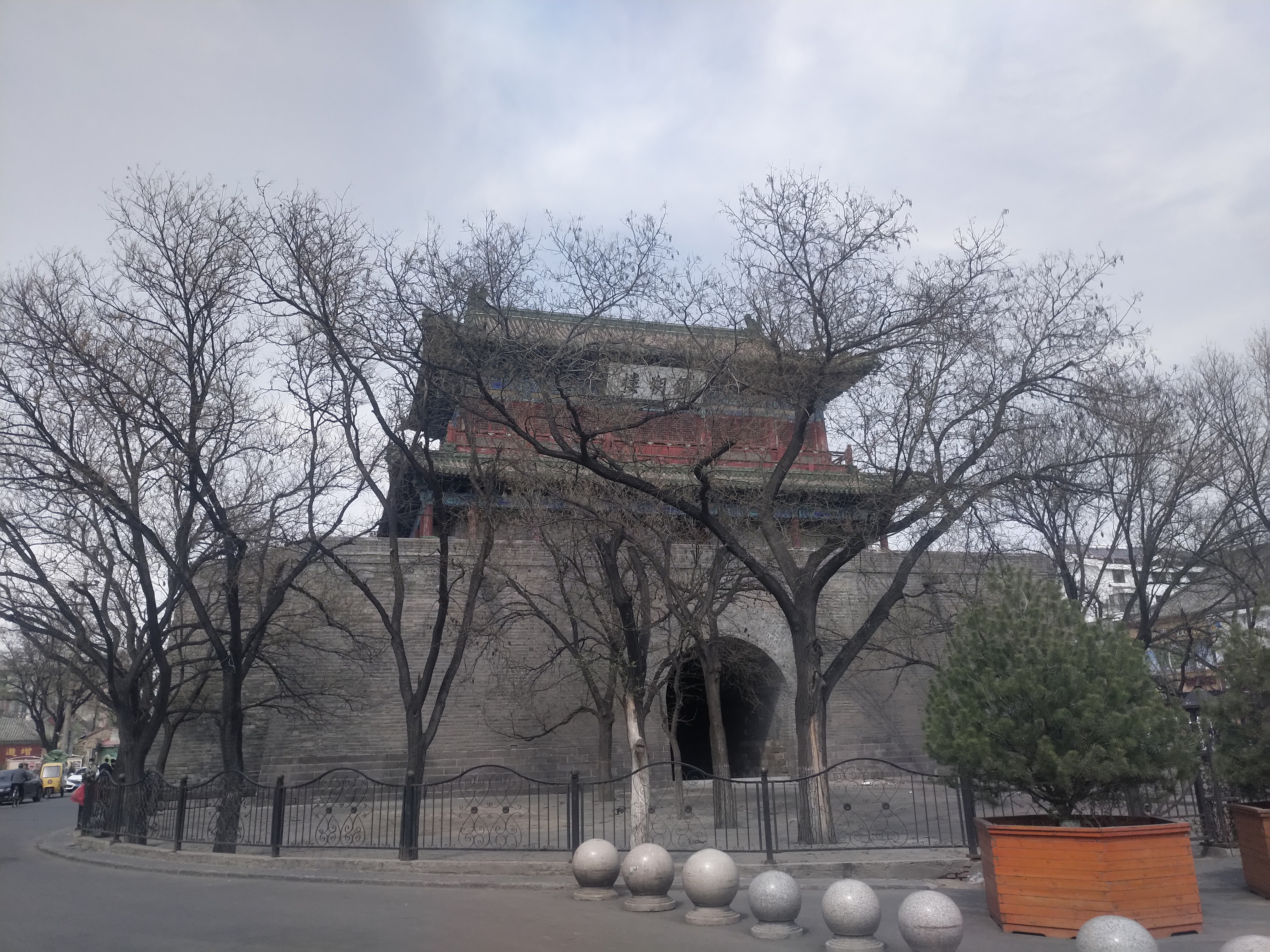
La tour Zhenshuo